# HTCVD-metoden
HTCVD-metoden (High Temperature Chemical Vapor Deposition) är en metod utvecklad av forskare på Linköpings universitet i samarbete med ABB. Metoden går ut på att tillverka höggradigt ren kiselkarbid genom att vid hög temperatur sammanföra materialet i gasform. Tillverkare blir företaget Norstel AB och fabriken är placerad i Norrköping.
I processen används kisel i form av silan, kolvätet etan, klorgas och väteklorid. Tillväxten av materialet sker vid 2000°C.
Höggradigt ren kiselkarbid används där man behöver ett halvledarmaterial som tål höga spänningar, strömstyrkor och frekvenser. Materialet används bland annat i högspänningsanläggningar och i mobiloperatörernas basstationer.
Man tror att kiselkarbid i denna nya form kommer att bli ett basmaterial inom elektronikindustrin. Genom sin höga renlighet kommer kiselkarbiden att medverka till miljövinster eftersom materialet effektiviserar elektroniken och energiöverföringarna.